# Aeronca 7 Champion
L'Aeronca 7 Champion est un avion monomoteur biplace à aile haute de tourisme et d’école. Surnommé affectueusement Champ, c’est incontestablement le plus populaire des produits Aeronca.
Steve Fossett s'est tué aux commandes d'un Citabria Super Decathlon le 3 septembre 2007 en Californie.

## Origine
C'est un biplace en tandem d’école utilisant les ailes, le train d’atterrissage, l’empennage et le moteur Continental de 65 ch de l’Aeronca 65 Chief, associés à un nouveau fuselage dessiné par Ray Hermes, une solution qui permettait de réduire considérablement les couts de production. Cet appareil, dont le premier vol eut lieu le 29 avril 1944 aux mains de Lou Wehrung, fut certifié le 18 octobre 1945 (ATC-759) et vendu initialement 2 095 U$. De nouvelles motorisations apparurent en 1948 et 1949, et 50 monomoteurs sortaient chaque jour des usines Aeronca début 1950. Plus de 10 000 Champions avaient été vendus quand la production cessa en 1951. Surnommé affectueusement Airknocker, l’Aeronca 7 fut, après le Piper Cub, le plus populaire des avions légers d’école américains.

## Construit successivement par plusieurs entreprises
- En 1954 Aeronca céda les droits de production du Model 7 à Champion Aircraft Corporation, filiale de Flyers Service Inc, Osceola, Wisconsin. À partir de l’Aeronca 7EC Champion Aircraft a développé une nouvelle famille d’appareils désignés Citabria, puis Scout.
- En septembre 1970 la filiale Bellanca Sales Corp de Miller Flying Service (Inter-Air) rachète Champion Aircraft Company, qui fut rebaptisé Bellanca Aircraft Corp et relança la production du 7AC. De nouvelles versions du Citabria furent ensuite développées jusqu'à l'apparition du Decathlon.
- B & B Aviation, de Hook Memorial Airport, Houston, Texas, racheta en 1982 le Bellanca Champion et poursuit sous l'appellation Champion Aircraft Company la production de deux modèles : le 7GCBC, baptisé Champion Citabria 150S, et le 8GCBC redésigné Champion Scout.
- American Champion Aircraft Corp fut constitué en 1989 à Rochester, Wisconsin, après rachat du capital et du stock de Champion Aircraft Co. La production des Citabria 7GCAA et 7GCBC fut poursuivie, mais de nouveaux modèles firent aussi leur apparition, toujours couverts par le certificat de type (ATC-759) délivré le 18 octobre 1945 au Model 7 Champion.

## Toutes les versions

### Aeronca
- Aeronca 7AC : Première version, moteur Continental C-65-8 de 65 ch, 7200 exemplaires construits.Devient Aeronca 7ACS ou S7AC équipé de flotteurs.
- Aeronca 7BCM : Version à moteur Continental C85-12 de 85 ch et atterrisseur « anti-rebond » (no-bounce gear), fuselage renforcé et modifications de détail. 509 exemplaires construits pour l’USAAF (moteur Continental O-190-1) comme L-16 A [47-788/1296]. À l’origine 376 appareils étaient destinés à moderniser l’équipement de la Garde Nationale, mais cet avion fut très utilisé durant la guerre de Corée par l’US Army. 332 L-16B/B furent transférés en 1956 à la Civil Air Patrol.
- Aeronca 7CCM : Version civile à moteur Continental C-90-8F, arête dorsale et réservoirs agrandis apparue en 1948. 125 appareils construits pour le marché civil plus 100 L-16B [48-424/523] livrés à l’USAF (moteur Continental O-205-1).
- Aeronca 7DC : Nouvelle version civile, proposée en 1948 avec un moteur Continental C85-8F mais un empennage vertical agrandi. La version hydravion Aeronca 7DCS (ou S7DC) possède également une quille ventrale. 168 exemplaires construits, vendus entre 2510 et 2665 U$.
  - Aeronca 7DCM Farm Wagon : Appareil utilitaire léger, la partie arrière du fuselage étant aménagée en soute cargo avec un revêtement intérieur de cabine en bois.
- Aeronca 7EC : Apparu en 1949 avec un moteur Continental C-90-12F de 90 ch, version hydravion 7ECS ou S7EC. C’est le premier avion Aeronca disposant d’un démarreur et d’un générateur. 96 exemplaires furent construits avant la cession des droits à Champion Aircraft Corporation.
- Aeronca 7FC : Version à train tricycle et moteur Continental C-90-12F dont un unique exemplaire fut construit en 1949.

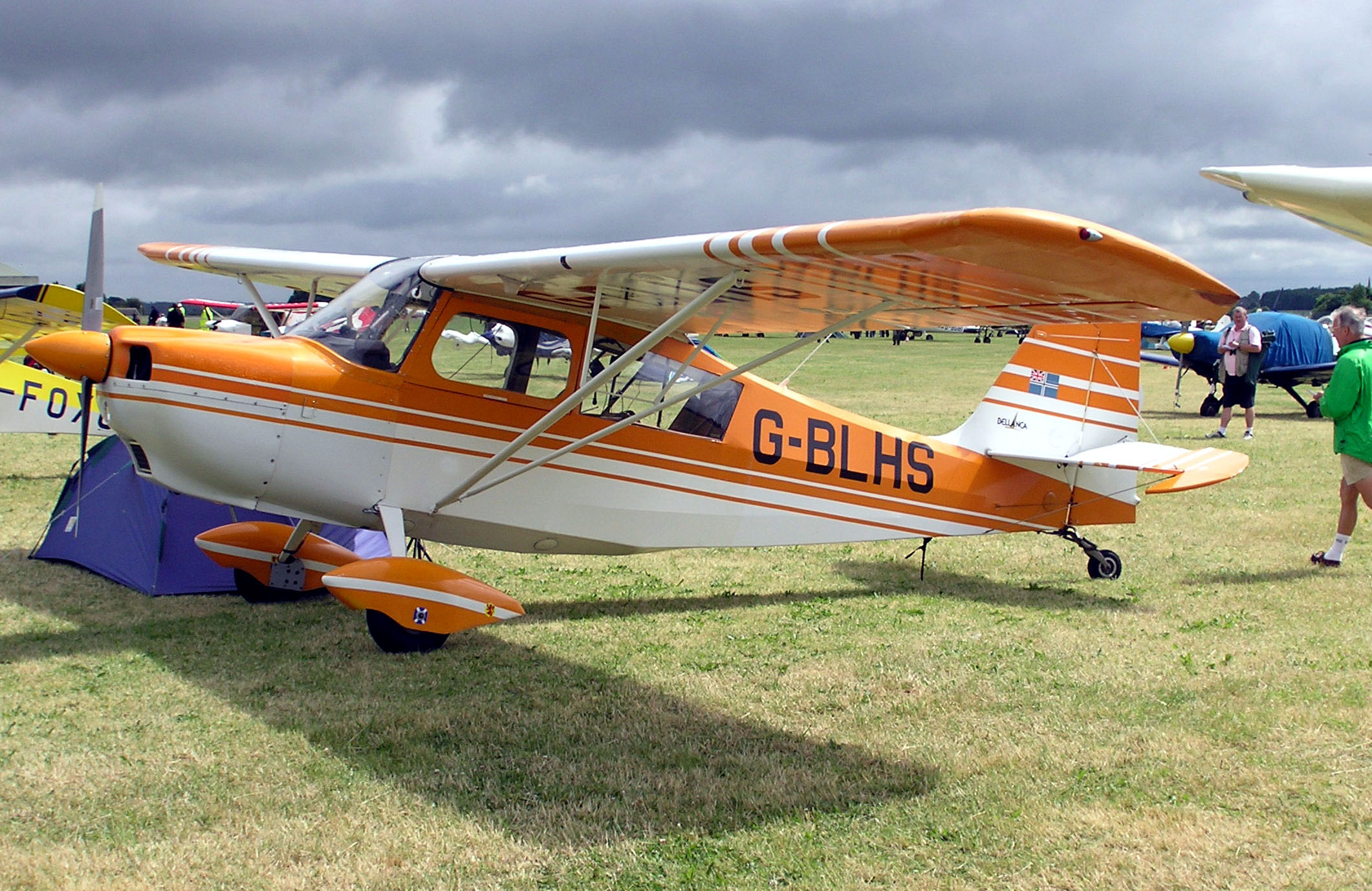
Bellanca Citabria
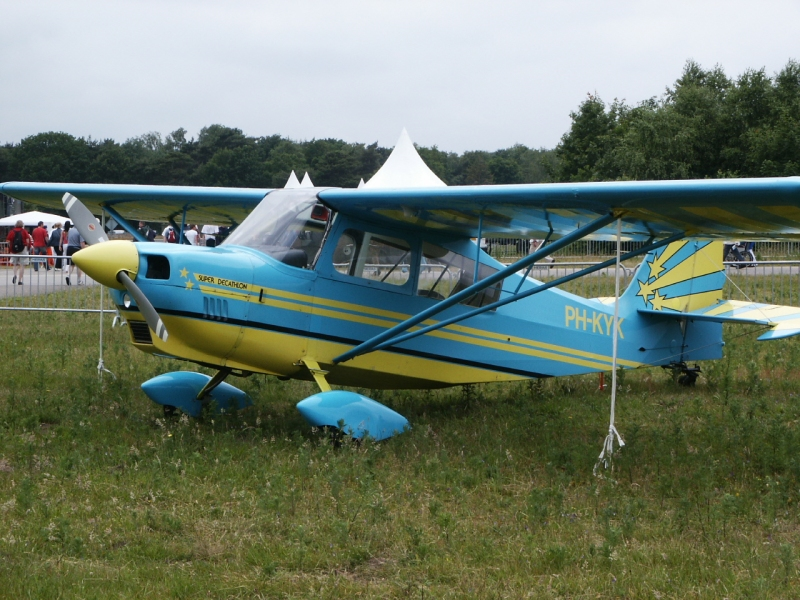
American Champion 8KCAB Super Decathlon

### Champion Aircraft Corporation
- Champion 7EC Traveler: Modernisation de l’Aeronca 7EC dont un seul exemplaire fut construit en 1955, toujours avec un moteur Continental C-90-12F. Champion Aircraft Corporation abandonna rapidement ce modèle, dont le développement fut poursuivi par Bellanca.
  - Champion 7FC Tri-Traveler: Version à train tricycle du Champion 7EC proposée en 1957.
  - Champion 402 Lancer: Version bimoteur du Model 7FC avec deux moteurs Continental O-200A de 100 ch montés à l’extrados de l’aile, qui était renforcée, le train principal étant formé de 2 longues jambes oléopneumatiques fixées au longeron de voilure. Le prototype [N9924Y] prit l’air en octobre 1961 mais la production ne débuta qu’en mars 1963, 23 exemplaires seulement étant construits. 2 exemplaires ont également été modifiés avec une voilure de 10,72 m d’envergure et des Continental C-90-12F de 95 ch, probablement par conversion de monomoteurs.
- Champion 7ECA Citabria: En 1964 le Model 7 fit l’objet d’importantes modifications: Voilure ramenée à 9,2 m avec suppression des saumons arrondis en bout d’aile, nouvelle dérive au dessin plus anguleux adoptée sur tous les appareils suivants. Ce modèle fut mis en production avec un moteur Continental O-200A de 100 ch ou, en option, un Lycoming O-235-C1 de 115 ch.
- Champion 7GC Sky-Trac: Evolution triplace du Champion 7EC. Pouvant recevoir des flotteurs ou un équipement de pulvérisation agricole, ce modèle sorti en 1959 recevait un moteur Continental O-290-D2B de 140 ch.
  - Champion Olympia: Version de luxe du Sky-Trac dont la commercialisation débuta en 1962. Moteur Lycoming O-320-A2B de 150 ch, avionique IFR et train principal caréné.
- Champion 7GCAA Citabria: Version 1965 du Champion 7ECA à moteur Lycoming O-320-A2B de 150 ch. Deviendra American Champion Citabria Adventure en 1998
- Champion 7GCB Challenger: Modèle apparu en 1962 avec une voilure allongée (10,52 m), équipée de volets et un moteur Lycoming O-320-A2B de 150 ch. 22 exemplaires construits.
  - Champion 7GCBA Citabria: Version de pulvérisation agricole.
- Champion 7GCBC Citabria: Sensiblement identique au Model 7ECA mais moteur O-320-A2B ou, en option, un Lycoming O-235-C1 de 108 ch.
  - Champion 8GCBC Scout: Version agrandie du Champion 7GCBC, qui ne semble pas avoir été produite en série avant le rachat de Champion Aircraft Corporation par Bellanca.
- Champion 7HC DX’er: Identique au Champion 7GC Sky-Trac avec train tricycle. Un seul exemplaire construit [N8559E], qui volait toujours régulièrement aux Iles Vierges fin 1999.
- Champion 7JC Tri-Con: 20 Champion 7EC modifiés en 1960 avec un 'train tricycle inversé' : une troisième roue était installée au milieu du fuselage’
- Champion 7KCA: Prototype de biplace capable de passer la voltige aérienne, moteur Lycoming IO-320-A2B de 160 ch et nouveau train d’atterrissage à lame d’acier sans essieu.
  - Champion 7KCAB Citabria: Version de série du Champion 7KCA, commercialise à partir de 1968, alimentation pour le vol inverse.
- Champion 8KCAB Citabria Pro: Evolution du Champion 7KCAB à moteur Lycoming IO-360 de 200 ch, dont les essais en vol débutèrent le 2 août 1968. Le prototype [N5143T] fut modifié en 1970 avec une structure renforcée et un moteur IO-320 de 150 ch, mais Champion Aircraft Corporation connaissait alors des difficultés financières. En septembre 1970 l’entreprise fut vendue et le projet temporairement abandonné.

### Bellanca
- Bellanca Champion 7ACA: Modernisation du modèle de base : Remplacement du moteur Continental, qui n’était plus construit, par un Franklin 2A-120B de 60 ch, nouveau train d’atterrissage à lame-ressort d’acier, intérieur modernisé. Cet appareil est parfois désigné Champion 115.
- Bellanca Citabria 7ECA : Version acrobatique du Champion 7ACA. Cet appareil a été proposé en deux versions, Citabria Standard avec un Lycoming O-235-C1 et Citabria Standard II avec un Lycoming O-235-K2C, les deux moteurs ayant une puissance de 115 ch. Il ne semble pas que le Standard II ait été produit en série.
- Bellanca Citabria 7GCAA : Désigné également Citabria 150, c’est l’équivalent du Champion 7KCAB Citabria. Moteur Lycoming O-320A de 150 ch.
  - Bellanca Citabria 7GCAB : version de luxe du Citabria 7GCAA.
- Bellanca Citabria 7GCBC Scout : Présenté comme une version dédiée au travail agricole et à la voltage aérienne, avec un moteur Lycoming O-320-A2B de 150 ch. Ce modèle fut lancé en 1971 et remplacé en 1975 par le Citabria 8GCBC Scout.
  - Bellanca Citabria 7KCAB : Moteur O-320E de 150 ch.
- Bellanca Citabria 8GCBC Scout : Version utilitaire et de travail agricole, le siège arrière étant démontable. Structure renforcée et moteur Lycoming O-360-C2A de 180 ch. Commercialisé fin 1974 au prix de 16 995 U$, plus 1 952 U$ pour un équipement de pulvérisation  Sorenson.
- Bellanca Decathlon 8KCAB : Bellanca a poursuivi le programme du Champion 8KCAB Citabria Pro, mais rebaptisé l’appareil après remotorisation avec un AEIO-320-E1B de 150 ch.

### Champion Aircraft Company
- Champion Citabria 150S: Correspond au Bellanca Citabria 7GCBC Scout.
- Champion Scout: Correspond au Bellanca Citabria 8GCBC Scout

### American Champion Aircraft Corp
- American Champion 7ECA Citabria Aurora: Nouvelle designation, à partir de 1995, du Bellanca Citabria 7ECA avec moteur Lycoming O-235-K2C de 118 ch, une voilure redessinée et un générateur électrique. 11 exemplaires ont été livrés entre 1995 et 1997 au prix unitaire de 59 900 U$.
- American Champion 7GCAA Citabria Adventure: Poursuite de la série Champion 7GCAA avec un Lycoming O-320-B2B de 160 ch. 3 exemplaires seulement avaient été vendus (66 900 U$) fin 1997.
- American Champion 7GCBC Citabria Explorer: Poursuite de la série Champion Citabria 7GCBC commercialisé dès 1994 avec un Lycoming O-320-B2B de 160 ch. 38 exemplaires avaient été vendus (68 900 U$) fin 1997.
- American Champion 8GCBC Scout: Biplace utilitaire à moteur Lycoming 0-360-C1G de 180 ch entrainant une hélice bipale à pas fixe.
  - American Champion 8GCBC Scout CS: Biplace utilitaire à moteur Lycoming 0-360-C1G de 180 ch entrainant une hélice tripale à vitesse constante.
- American Champion 8KCAB Super Decathlon: Appareil biplace ayant une capacité acrobatique, moteur Lycoming AEIO-360-H1B de 180 ch à alimentation inversée, entrainant une hélice à vitesse constante. Commercialisé dès 1991, vendu 103 900 U$ en 2000.